# Ullà
Ullà è un comune spagnolo di 824 abitanti situato nella comunità autonoma della Catalogna.